# لانغا (آبلة)
بلدية لانغا (بالإسبانية: Langa) هي بلدية تقع في مقاطعة آبلة التابعة لمنطقة قشتالة وليون وسط إسبانيا.

## الديموغرافيا
يبلغ عدد سكان بلدية لانغا 527 نسمة عام 2011 (وفقاً للمعهد الوطني للإحصاء الإسباني).
| 608 | 591 | 582 | 570 | 549 | 536 | 527 |

## أعلام
- خوسيه خيمينيث لوثانو